# Ochrolechia africana
Ochrolechia africana är en lavart som beskrevs av Vain. Ochrolechia africana ingår i släktet Ochrolechia och familjen Ochrolechiaceae.   Inga underarter finns listade i Catalogue of Life.